# Phrynobatrachus krefftii
Phrynobatrachus krefftii är en groddjursart som beskrevs av George Albert Boulenger 1909. Phrynobatrachus krefftii ingår i släktet Phrynobatrachus och familjen Phrynobatrachidae. IUCN kategoriserar arten globalt som starkt hotad. Inga underarter finns listade i Catalogue of Life.